# Зубрильчев Володимир Васильович
Володимир Васильович Зубрильчев (1 липня 1960, Нижній Тагіл, Свердловська область, СРСР — 10 березня 2024) — радянський і російський хокеїст, нападник.

## Спортивна кар'єра
Вихованець хокейної школи з Нижнього Тагілу. У дебютному сезоні за місцевий «Супутник» отримав тяжку травму і був змушений завершити виступи на хокейних майданчиках.
Переїхав до Білорусі, поступив до інституту. В хокей повернувся через два роки. Виступав за «Динамо» (Мінськ), «Динамо» (Харків), «Динамо» (Москва), ХК ЦСКА (Москва), клуби Югославії і Болгарії.
У харківській команді відіграв чотири сезони. Тричі був серед найкращих бомбардирів ліги. Переможець другої ліги в сезоні 1981/82.
У складі московських «динамівців» здобув золоту медаль чемпіонату СРСР (1990). Тричі був срібним призером (1985, 1986, 1987) і одного разу — бронзовим (1988). Фіналіст кубку СРСР 1988 і кубку ліги 1989.
Третій бомбардир чемпіонату СРСР 1984/85 — 47 очок (23 закинуті шайби і 24 результативні передачі). У суперечці за приз «Три бомбардири» тріо Володимир Зубрильчев — Михайло Анферов — Юрій Леонов набрало 52 пункти (23+8+21) і поступилися лише провідній ланці радянського хокею того часу Макаров — Ларіонов — Крутов (26+18+23).
До збірної СРСР залучався протягом двох сезонів (1984—1986). Всього провів дев'ять товариських матчів, закинув одну шайбу.

## Статистика
Статистика виступів у чемпіонаті СРСР:
| Сезон   | Команда     | Вища ліга | Вища ліга | Перша ліга | Перша ліга | Друга ліга | Друга ліга |
| Сезон   | Команда     | І         | Г         | І          | Г          | І          | Г          |
| ------- | ----------- | --------- | --------- | ---------- | ---------- | ---------- | ---------- |
| 1977/78 | «Супутник»  | —         | —         | —          | —          |            | 6          |
| 1979/80 | «Динамо» Мн | —         | —         | 4          | 0          | —          | —          |
| 1980/81 | «Динамо» Х  | —         | —         | —          | —          | 60         | 41         |
| 1981/82 | «Динамо» Х  | —         | —         | —          | —          | 44         | 25         |
| 1982/83 | «Динамо» Х  | —         | —         | 65         | 47         | —          | —          |
| 1983/84 | «Динамо» Х  | —         | —         | 59         | 53         | —          | —          |
| 1984/85 | «Динамо» М  | 40        | 23        | —          | —          | —          | —          |
| 1985/86 | «Динамо» М  | 39        | 9         | —          | —          | —          | —          |
| 1986/87 | «Динамо» М  | 38        | 12        | —          | —          | —          | —          |
| 1987/88 | «Динамо» М  | 49        | 16        | —          | —          | —          | —          |
| 1988/89 | «Динамо» М  | 42        | 6         | —          | —          | —          | —          |
| 1989/90 | «Динамо» М  | 27        | 8         | —          | —          | —          | —          |
| 1997/98 | ХК ЦСКА     | 4         | 0         | —          | —          | —          | —          |
| Всього  | Всього      | 239       | 74        | 128        | 100        |            | 72         |

Статистика виступів у товариських матчах збірної СРСР:
| № | Дата       | Місце     | Суперник       | Рахунок | Голи                                                                                     |
| - | ---------- | --------- | -------------- | ------- | ---------------------------------------------------------------------------------------- |
| 1 | 08.12.1984 | Прага     | Чехословаччина | 4:4     | Дроздецький, Фетісов, Касатонов, Макаров — Цалдр, Лукач, Пашек, Кліма                    |
| 2 | 09.12.1984 | Прага     | Чехословаччина | 3:5     | Хомутов, Крутов, Ларіонов — Лукач (2), Кліма, Росол, Лала                                |
| 3 | 27.03.1985 | Москва    | НДР            | 10:0    | Балдеріс, Биков, Фетісов, І. Гімаєв, Хомутов, Крутов, Макаров, Вожаков, Яшин, Зубрильчев |
| 4 | 28.03.1985 | Москва    | НДР            | 9:0     | Балдеріс, Дроздецький (2), Хомутов, Крутов (2), Ларіонов, Васильєв, Яшин                 |
| 5 | 02.04.1985 | Порі      | Фінляндія      | 6:2     | Балдеріс, Фетісов, І. Гімаєв, Крутов, Макаров, Стариков — Кермінен, Нарванмаа            |
| 6 | 11.09.1985 | Брно      | Чехословаччина | 4:2     | Фетісов, Хомутов, Семак, Тюменєв — Камеш, Ружичка                                        |
| 7 | 13.09.1985 | Прага     | Чехословаччина | 2:0     | Биков, Хомутов                                                                           |
| 8 | 14.09.1985 | Пардубиці | Чехословаччина | 3:3     | Фетісов, Хомутов, Тюменєв — Шейба, Півонька, Янецький                                    |
| 9 | 29.10.1986 | Прага     | Чехословаччина | 2:1     | Харін, Макаров — Шейба                                                                   |

Проти професіоналів з Національної хокейної ліги:
| № | Дата       | Господарі            | Рахунок | Гості             | Голи                                                                                 |
| - | ---------- | -------------------- | ------- | ----------------- | ------------------------------------------------------------------------------------ |
| 1 | 29.12.1985 | «Калгарі Флеймс»     | 4:3     | «Динамо» (Москва) | Бозек, Березан, Вілсон, Кромм — Яшин (2), Свєтлов                                    |
| 2 | 04.01.1986 | «Піттсбург Пінгвінс» | 3:3     | «Динамо» (Москва) | Лем'є, Манта, Ліндстрем — Яшин, Антипов, Варнаков                                    |
| 3 | 06.01.1986 | «Бостон Брюїнс»      | 4:6     | «Динамо» (Москва) | Куртнолл (2), Каспер, Міддлтон — Шкурдюк, Яшин, Варянов, Леонов, Свєтлов (2)         |
| 4 | 08.01.1986 | «Баффало Сейбрс»     | 4:7     | «Динамо» (Москва) | Кір, Плейфейр, Фоліньйо, Лакомб — Варянов (2), Яшин, Варнаков (2), Свєтлов, Первухін |